# Eau dormante (roman)
Pour les articles homonymes, voir Eau dormante.
Eau dormante (titre original : Still Water) est un roman de John Harvey publié en 1997 en Angleterre et en 2003 en France dans la collection Rivages/Noir avec le numéro 479. 
Après Cœurs solitaires, Les Étrangers dans la maison, Scalpel, Off Minor, Les Années perdues, Lumière froide, Preuve vivante et Proie facile, c'est le neuvième où l'on retrouve le personnage de Charles Resnick, inspecteur principal de police d’origine polonaise au commissariat de Nottingham.

## Résumé
Charles Resnick vit avec Hannah Campbell rencontrée dans Proie facile. Alors qu’il va assister au concert de Milt Jackson à Nottingham, il est appelé car un cadavre de femme vient d’être retrouvé dans le canal. Son identification est impossible et le surnom de « noyée fantôme » lui est donnée. Jane Peterson, amie d’Hannah, victime de violences conjugales de son mari a disparu. Charles Resnick enquête sur cette disparition.